# Mis-Teeq
Mis-Teeq foi um girl group britânico de R&B. Originalmente começaram como um quarteto, mas se tornaram um trio, onde os membros foram Alesha Dixon, Su-Elise Nash e Sabrina Washington.  
Mis-Teeq teve dois álbuns e sete singles consecutivos entre os dez primeiros lugares do UK Albums Chart, sendo sucesso também na Europa, Ásia, Austrália e EUA. Seu álbum de estúdio de estreia Lickin' on Both Sides chegou às lojas em 27 de outubro de 2001, alcançou a terceira posição na UK Albums Chart e foi certificado como dupla platina. Em 29 de março de 2003, após um hiato, o trio liberou seu segundo disco de estúdio, Eye Candy, também certificado de dupla platina. Este registro apresentou o maior hit internacional do grupo, a canção "Scandalous", que alcançou o segundo lugar na parada dance da Billboard, nos Estados Unidos.  Em janeiro de 2005, elas anunciaram a separação oficial do grupo, devido ao fim de sua gravadora Telstar Records. 

## Ex-integrantes
- Alesha Dixon (1999-2005)
- Su-Elise Nash (1999-2005)
- Sabrina Washington (1999-2005)
- Zena McNally (1999-2001)

## Discografia

### Álbuns de estúdio
- Lickin' on Both Sides (2001)
- Eye Candy (2003)
- Mis-Teeq (2004)

### Coletâneas
- Mis-Teeq: Greatest Hits (2005)